# Johannes Steinhoff
Johannes Steinhoff (ur. 15 września 1913 w Bottendorf, obecnie część Roßleben; zm. 21 lutego 1994 w Wachtberg-Pech k. Bonn) – niemiecki as myśliwski z okresu II wojny światowej, a następnie wysokiej rangi oficer lotnictwa Niemiec Zachodnich i NATO.

## Życiorys
Pochodził z rodziny robotniczej w Turyngii. Początkowo miał zostać nauczycielem, ale po przerwaniu studiów na uniwersytecie w Jenie wstąpił w 1934 do marynarki wojennej, z której w 1936 przeniósł  się do Luftwaffe, gdzie uzyskał przeszkolenie pilota myśliwskiego.
Był jednym z niewielu pilotów Luftwaffe, którzy latali bojowo przez cały okres II wojny światowej (1939–1945). Odniósł 176 zwycięstw powietrznych, z czego 152 na froncie wschodnim, 12 na froncie zachodnim i 12 na froncie śródziemnomorskim. Brał udział w 993 misjach bojowych (888 myśliwskich i 105 myśliwsko-bombowych). Był jednym z pierwszych pilotów, którzy latali bojowo na Me 262, członkiem znanej jednostki Jagdverband 44 dowodzonej przez Adolfa Gallanda. Zestrzeliwany 12 razy, raz skakał na spadochronie.
18 kwietnia 1945, po uzyskaniu 6 zwycięstw na Me 262, jego samolot uległ uszkodzeniu podczas startu i zapalił się. Mocno poparzony spędził dwa lata w szpitalu. Pomimo wielu operacji rekonstrukcyjnych jego twarz była zniekształcona.
Po wojnie został zaproszony przez Niemcy Zachodnie do przebudowy Luftwaffe w NATO, osiągnął stopień generała. Służył jako m.in. szef sztabu lotnictwa Centralnej Europy (ang. Commander Allied Air Forces Central Europe (1965–1966)), szef sztabu Luftwaffe (1966–1970) i inspektor Luftwaffe. Odszedł na emeryturę w 1974.
Zmarł w szpitalu w Wachtberg-Pech k. Bonn 21 lutego 1994 z powodu komplikacji po wcześniejszym ataku serca.

## Odznaczenia
- Krzyż Rycerski Krzyża Żelaznego z Liśćmi Dębu i Mieczami
  - Krzyż Rycerski – 30 sierpnia 1941
  - Liście Dębu (nr 115) – 2 września 1942
  - Miecze (nr 82) – 28 lipca 1944
- Wielki Krzyż Zasługi z Gwiazdą Orderu Zasługi RFN – 4 lipca 1972
- Krzyż Niemiecki w Złocie
- Krzyż Żelazny I Klasy
- Krzyż Żelazny II Klasy
- Złota Odznaka za Rany
- Medal za Kampanię Zimową na Wschodzie 1941/1942
- Złota odznaka pilota frontowego Luftwaffe z liczbą „900”
- Odznaka pilota-obserwatora Luftwaffe
- Puchar Honorowy Luftwaffe – 18 sierpnia 1941
- Medal Kampanii Włosko-Niemieckiej w Afryce – Włochy
- Legia Zasługi – Stany Zjednoczone; 1970
- Commandeur Legii Honorowej – Francja; marzec 1972